# Platypalpus nigripalpis
Platypalpus nigripalpis är en tvåvingeart som först beskrevs av Jacques-Marie-Frangile Bigot 1881.  Platypalpus nigripalpis ingår i släktet Platypalpus och familjen puckeldansflugor. Inga underarter finns listade i Catalogue of Life.